# We Are Balboa
We Are Balboa, en sus inicios conocidos como Balboa, es un grupo de música rock español que estuvo activo entre 2003 y 2009. 

## Historia
Lúa Ríos venía del grupo punk-indie "Searchin' Detroit" y Carlos del Amo del grupo surf rock "Los Nitros". Empezaron a principios de 2003 bajo otro nombre, el de Balboa. Ese mismo año graban una versión de "Por El Bulevar De Los Sueños Rotos" para el disco de homenaje a Sabina "Entre Todas Las Mujeres". En Mayo sustituyen al bajista original Héctor Rojo por José Mora y publican su primer álbum. Son teloneros de Mudhoney y Maná en el Palau San Jordi además de actuar en varios programas de televisión como "Los Conciertos de la 2".
En 2005 tras la sustitución del batería original Ignacio "Kiki Tornado" por David Leandro, cambiaron su nombre al de "We are Balboa" .
Ganaron la final de la edición española de Global Battle of the Bands en diciembre, logrando el primer puesto de entre 40 grupos.
Durante su actuación en London Astoria conocieron Jon Gray -productor de The Coral, The Zutons, The Kooks, Editors, Radio 4, The Subways- que trabajará en el disco de la banda, Space Between Bodies.
El álbum es masterizado por Kevin Metcalf (Oasis, Supergrass, The Kinks and Rufus Wainwright fame) en Soundmasters Estudios, Londres.
Con anterioridad a la publicación del álbum ya en España, la primera pista del álbum sale como tema de cierre del programa ITV GRANADA.
Realizaron un tour por Inglaterra en 2007 de teloneros de The Sounds y tocando en diversos festivales de verano como el Natural Music Festival. Se les llegó a denominar como "el grupo indie español más internacional"
Tras una serie de conciertos en Toronto en Canada durante el 2008, se trasladan a Nueva York dónde el grupo termina como tal para crear Gold Lake con un estilo "dreamy" más próximo a grupos de los 60 y 70 de la costa oeste.

Both Carlos and I played in several bands in Spain but we figured we needed to explore other areas of life to try to better find the sound we had in our heads that we couldn’t quite replicate.

## Influencias
En una entrevista realizada en Valladolid en 2007 declaran sobre sus mayores influencias musicales:

Creo que ahora grupos internacionales como Death Cab For Cutie, Maximo Park, The Shins o Rilo Kiley son bandas muy buenas. Y de toda la vida, ¿Qué decirte de The Who, Teenage Fanclub o Stevie Wonder y los Beatles?

## Discografía

### Álbumes de estudio

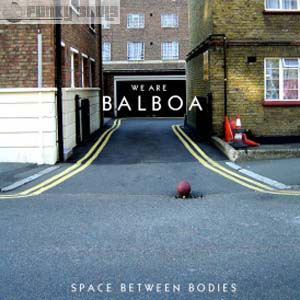
Primer y único disco del grupo

- Space Between Bodies (2007)

### Sencillos
- «Space Between Bodies» (2007)